# Ère des attentats
Batailles
L'Ère des attentats, ou la campagne d'attentats anarchistes de 1892-1894 en France est une période de l'histoire de France et la plus large histoire de la propagande par le fait (1880-1914) marquée par une vague importante de violences politiques - à la fois de la part des autorités françaises comme de terroristes anarchistes. Ses bornes chronologiques s'étendent à peu près de l'attentat du Boulevard Saint-Germain (11 mars 1892) au massacre des anarchistes du bagne (22 octobre 1894). La presse française structure largement les discours politiques et l'opinion publique française pendant cette période, en présentant ces actes comme des événements interconnectés s'inscrivant dans une logique évolutive plutôt que comme des incidents isolés.
En réponse à la répression importante que subissent les anarchistes en France depuis la Commune de Paris (1871), un certain nombre d'entre eux en vient à considérer que le terrorisme est légitime pour se venger de cette répression, en ciblant à la fois les symboles du pouvoir, des institutions étatiques ou des lieux emblématiques de la vie bourgeoise. Lors de la première partie de la période, Ravachol, Rosalie Soubère et d'autres militants anarchistes s'engagent dans une série d'attentats visant les responsables de persécutions judiciaires contre les anarchistes - ils ne tuent personne mais Ravachol est condamné à mort, ce qui fait de lui un martyr de la cause anarchiste.
En réponse à ces évolutions, l'État français s'engage dans des dynamiques répressives de plus en plus importantes, qui sont généralement infructueuses et radicalisent davantage les anarchistes en France. Après l'attentat de l'Assemblée nationale (9 décembre 1893), un important mouvement répressif débute, entraînant le vote des deux premières lois scélérates et le début de la répression de janvier et février 1894. Celle-ci provoque la reprise d'une série d'attentats et, en février 1894, Émile Henry effectue l'attentat du Café Terminus, un des premiers attentats de terrorisme indiscriminé et événement notable dans l'apparition du terrorisme moderne. Quelques mois plus tard, Sante Caserio effectue le dernier attentat de la période, en assassinant le responsable d'une partie des répressions, le président de la République, Sadi Carnot, qu'il poignarde à mort à Lyon. La période se clôt en octobre 1894, quand les autorités françaises organisent le massacre d'une partie des anarchistes déportés au bagne.
L'Ère des attentats a des ramifications plus larges ; elle influence tout d'abord les anarchistes, qui en ressortent en se tournant vers d'autres voies d'organisation, comme l'anarcho-syndicalisme, elle pousse aussi la France à établir des méthodes de répression plus importantes et coordonnées de manière croissante avec les autres puissances européennes, elle influence l'art de manière significative, avec une portée sur la littérature française et la création de nouveaux personnages littéraires, comme Fantômas. Enfin, son influence sur l'apparition et l'intégration du terrorisme au monde moderne n'est pas à négliger.

## Aspects généraux

### Historiographie et chronologie

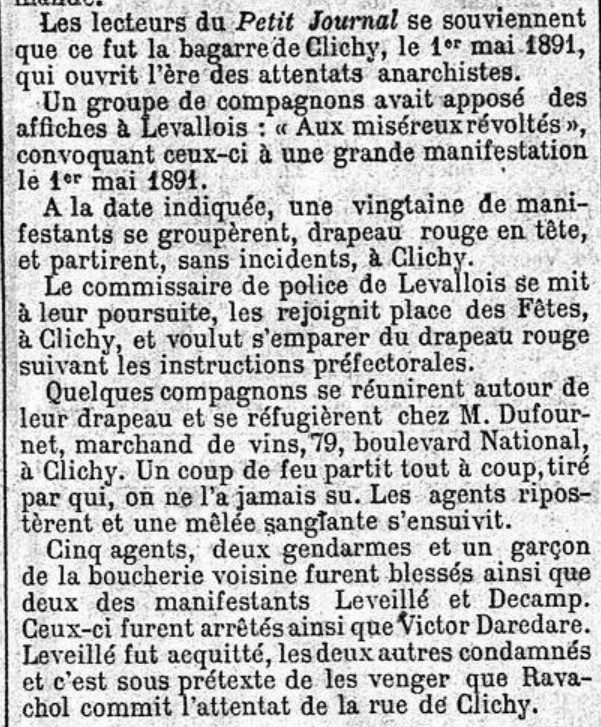
Caractérisation de l'Ère des attentats dans Le Petit Journal (29 août 1894) comme d'une période provoquée par l'affaire de Clichy

L'expression « Ère des attentats » pour désigner la période allant de 1892 à 1894 dans l'histoire de France est énoncée par Jean Maitron dans son Histoire du mouvement anarchiste en France (1800-1914),,. La presse française a aussi un rôle important dans cette définition car elle s'empare du sujet en créant par exemple des rubriques récurrentes avec pour titre « La dynamite » ou « Les anarchistes », qui structurent la lecture du terrorisme anarchiste de cette période. Elle ne présente pas les attentats comme isolés mais comme les membres d'un même ensemble, une même « Ère des attentats », qui répondrait à sa logique interne propre. En anticipant et en présentant les attentats comme reliés et inéluctables, la presse participe donc dès 1892 à la construction d'un discours susceptible de justifier des mesures sécuritaires ou répressives visant les anarchistes mais aussi une vision spécifique de cette période au sein de l'opinion publique en France.
Comme elle correspond à l'une des périodes les plus actives en matière de terrorisme anarchiste et de propagande par le fait (1880-1914), le terme est également utilisé par métonymie dans certaines recherches anglophones pour désigner l'ensemble de ce mouvement au-delà de la France.
Une datation précise de la période est compliquée à établir, mais Hélène Millot considère qu'elle débute avec l'attentat du Boulevard Saint-Germain, en mars 1892 pour s'achever avec la révolte des bagnards anarchistes en octobre 1894. Chez Vivien Bouhey, la période concernée est plus large et va de 1890 à 1894, sans réelles bornes événementielles.

### Typologie
Selon Hélène Millot, on peut diviser les attentats anarchistes de cette période en trois grandes catégories. La première catégorie qui est aussi la plus fournie concerne des attentats visant les symboles du pouvoir - le capital, le pouvoir exécutif, législatif, judiciaire, l'armée ou encore le patronat. La deuxième catégorie relève des actes de vengeance et la troisième concerne les attentats s'inscrivant dans la logique du terrorisme indiscriminé.
L'idée selon laquelle les attentats caractérisant cette période seraient des attentats surtout individuels est critiquée par Bouhey, qui note qu'au contraire, de nombreuses attaques sont organisées par des petits groupes et pas des militants complètement isolés.

### Nuances
Selon John M. Merriman, en analysant le terrorisme anarchiste, il ne faut pas oublier le fait qu'il s'agit d'une partie minime du terrorisme de l'époque. Ainsi, le terrorisme d'État, qui précède l'apparition du terrorisme révolutionnaire provoque bien plus de victimes que le terrorisme anarchiste. Pendant la décennie 1890, les anarchistes tuent, dans le monde entier, au plus, soixante personnes, et en blessent deux-cent. A l'inverse, il prend l'exemple du terrorisme d'État, dont la seule Semaine sanglante (15,000 morts) provoque environ 260 fois plus de victimes en quelques jours.

## Contexte

### Naissance et développement de l'anarchisme

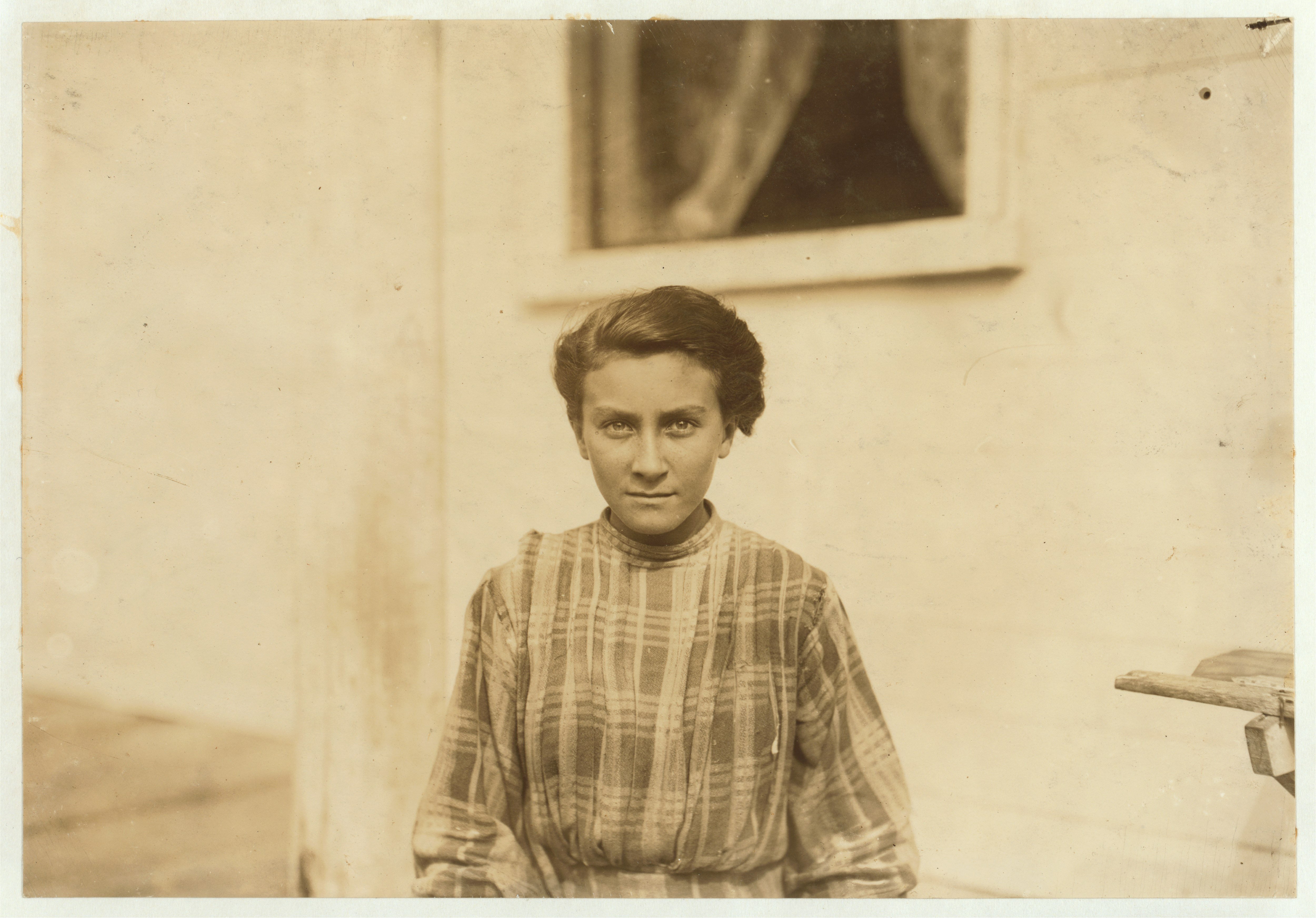
Jeune travailleuse dans le textile (13 ans) - France, 1911

Au XIXe siècle, le mouvement anarchiste se constitue. Il prend forme dans les mêmes conditions que celles qui voient la naissance du socialisme et du marxisme, c'est-à-dire la révolution industrielle en Europe occidentale et aux États-Unis, menant à un vaste exode rural vers les métropoles. Le développement de l'industrie lourde, de l'urbanisation ou plus largement du capitalisme provoquent de vastes changements au sein des sociétés occidentales, d'abord, puis s'étendent au monde entier. Dans ce cadre, un certain nombre de penseurs et de révolutionnaires, parmi lesquels Joseph Proudhon (1809-1865), Mikhail Bakounine (1814-1876) ou encore Pierre Kropotkine (1842-1921) délimitent un corpus idéologique,. Si leurs idéologies varient et que leurs anarchismes ne sont pas nécessairement en accord sur tous les points, ils soutiennent la quête de l'abolition de toute forme de domination perçue comme injuste, cela intégrant les dominations économique, politique, religieuse, domestique ou autres, en fonction des textes. L'État est une cible privilégiée de la pensée anarchiste, vu comme l'organisme soutenant et exerçant un bon nombre de ces dominations à travers sa police, son armée et sa propagande. La Troisième République, née après la défaite de la Commune de Paris, se détourne de la question sociale, ce qui permet au mouvement anarchiste de s'accroître et de s'installer davantage en France.

### Répression étatique, mutations et la«vengeance à venir»

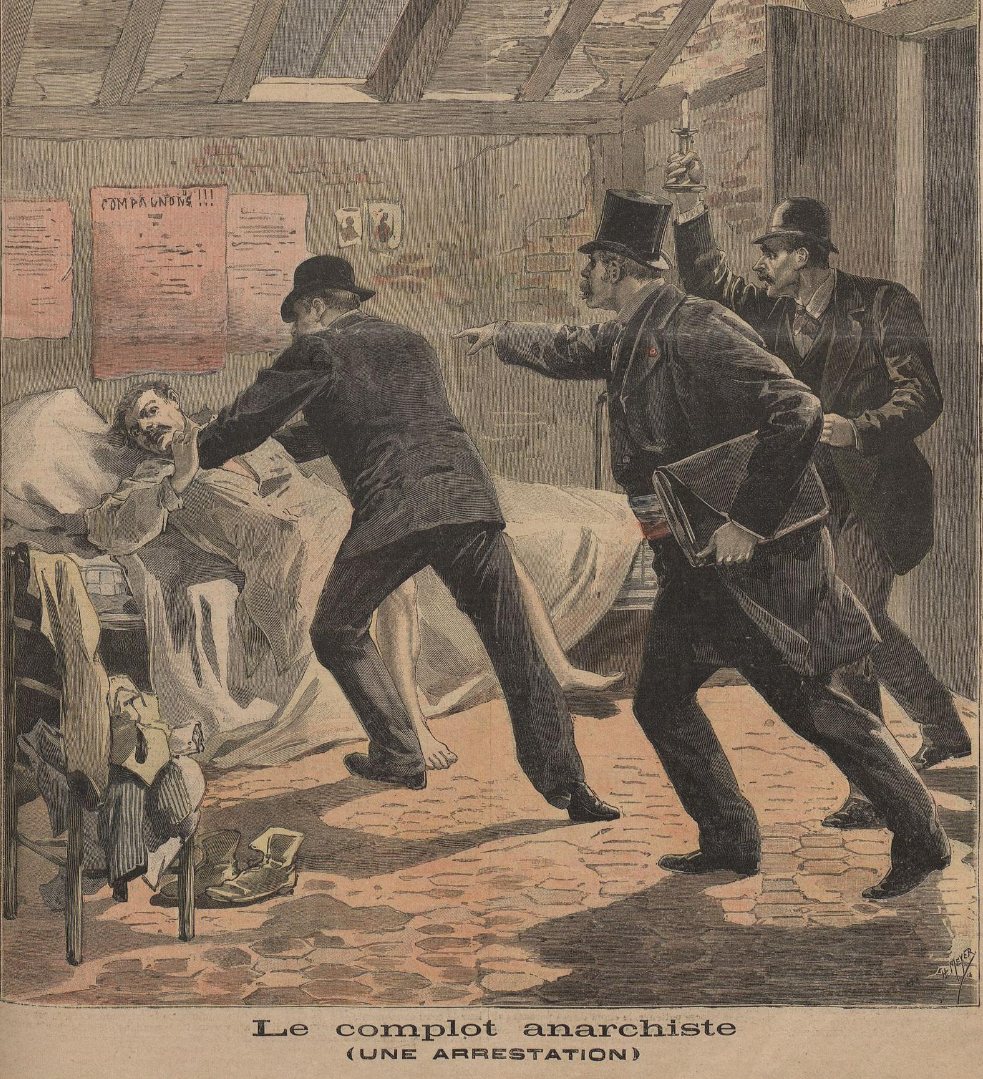
Représentation de l'arrestation d'un anarchiste pendant l'ère des attentats, Le Petit Journal (3 juin 1983)

Le milieu anarchiste se trouve dans une situation très précaire au début des années 1890. Il est en effet soumis à une répression étatique très importante dans les années 1870 et surtout 1880, avec un renforcement de la surveillance des anarchistes, des peines plus dures, l'interdiction de leur presse et de nombreux procès les visant eux et plus généralement les mouvements d'extrême-gauche. En France spécifiquement, cela résulte en des mutations très importantes des milieux anarchistes, qui se radicalisent en réponse à cette répression de manière croissante et qui adoptent d'autres méthodes d'organisation. Ainsi, alors que les anarchistes se retrouvaient auparavant dans des groupes relativement nombreux, le mouvement se resserre sur lui-même pour échapper à la police, et de tels groupes disparaissent. Ils laissent place à des groupes parfois sans nom composés de seulement quelques militants ; les lieux de réunion, auparavant dans des salles louées par les militants changent aussi, les anarchistes se retrouvant désormais dans des lieux plus intimes, comme les domiciles. Ces évolutions rendent la surveillance étatique plus compliquée chez les anarchistes et permettent plus généralement l'apparition du phénomène du loup solitaire au sein des actions anarchistes et terroristes. La police est prise de court par ces évolutions et ne parvient pas à suivre la totalité des nouveaux groupes, organisations, rassemblements informels, qui s'organisent de manière croissante au fur et à mesure que la répression s'accentue.

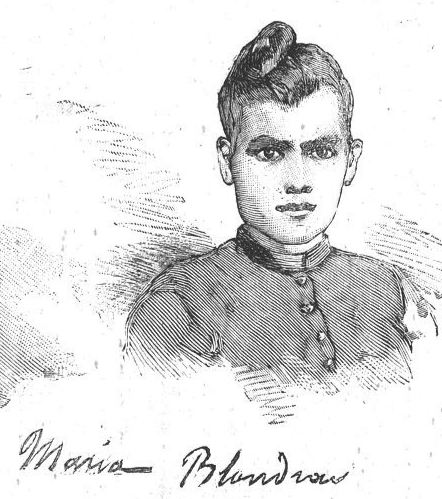
Portrait posthume de Maria Blondeau, détail extrait d'une illustration des fusillés de Fourmies lors de la manifestation du 1er mai 1891 (L'Intransigeant illustré).

En plus de ces évolutions internes au mouvement anarchiste en France, les états voisins agissent souvent de manière similaire vis-à-vis des anarchistes qui s'y trouvent, ce qui pousse les militants anarchistes en Europe à avoir une mobilité très importante. L'exil ou la fuite d'un grand nombre d'entre eux provoque ainsi une rapide propagation et évolution de leurs idées en Europe.
En outre, la répression provoque une série de réactions traumatiques au sein des cercles et acteurs anarchistes, qui sont progressivement isolés des autres mouvances de gauche comme les socialistes par exemple. Dans ce contexte répressif, un certain nombre d'anarchistes en France en vient à considérer que la vengeance visant des bourgeois, magistrats, policiers, ou toute autre cible perçue comme responsable de cette violence, serait légitime.
Si la tension n'est pas encore à son paroxysme, elle éclate le 1er mai 1891, lors de la fête internationale des travailleurs, dans deux événements fondateurs. Dans la ville de Fourmies, tout d'abord, où les salaires pour les ouvriers du textile ont baissé de 20% en quelques années, la question d'entamer une grève se pose. Le groupe de quelques centaines de personnes, dirigé par Maria Blondeau qui souhaite entamer la grève se déplace vers le parvis de l'église de Fourmies où il trouve l'armée. Après des échauffourées entre les groupes, le commandant donne l'ordre de tirer sur la foule avant que les prêtres ne parviennent à l'empêcher de poursuivre. Dix personnes sont tuées par l'armée, dont un enfant.
Le même jour, un petit groupe d'anarchistes manifeste en se dirigeant vers Clichy. Ils trouvent sur leur route quatre policiers, un conflit se produit et une partie des anarchistes se redirige vers un bar attenant pour y acheter quelque chose à boire. Des policiers font ensuite irruption dans le bar pour saisir un « symbole séditieux », en l'occurrence le drapeau rouge apporté par le groupe. Des coups de feux sont échangés. Trois membres de ce groupe, Henri Decamps, Charles Dardare et Louis Léveillé, refusent de se rendre et sont frappés au sabre. Ils sont ensuite transportés au commissariat de Clichy, où ils sont battus, reçoivent des coups de crosse et de pieds avant d'être laissés sans traitement ou sans eau. En août, lors de leur procès, le procureur demande la peine de mort pour les trois et deux reçoivent des peines très dures de cinq et trois ans de prison.

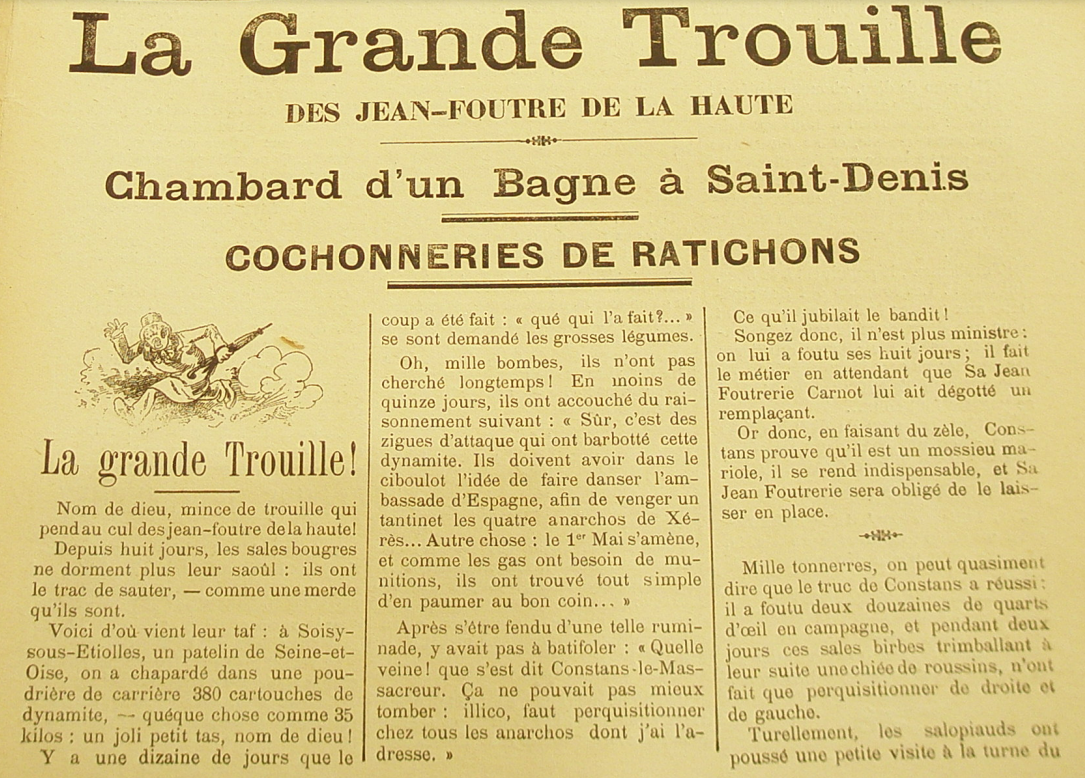
« La Grande Trouille des Jean-Foutre de la haute », une du Père Peinard (6 mars 1892), à propos du vol de 35 kg de dynamite par Ravachol, Soubère, Jas-Béala et Charles Simon.

Ces deux événements précurseurs radicalisent les anarchistes de France : un groupe du 15e arrondissement de Paris commence à se nommer « Vengeance pour Fourmies ». En décembre 1891, un premier attentat anarchiste est déjoué quand trois bombes sont découvertes au commissariat de Clichy. Jean Grave, lui-même témoin de la période, rend compte du choc provoqué par l'affaire de Clichy chez les anarchistes en écrivant : 

« Arrestations et condamnations suivaient leurs cours, ne faisant qu'augmenter l'exaspération des anarchistes. La condamnation inique des manifestants de Clichy, surtout, avait porté cette exaspération à son comble. Ce fut la goutte d'eau qui fit déborder le vase. Plusieurs compagnons, par solidarité, résolurent de venger leurs camarades. »

## Evènements

### Mars-Juillet 1892 - Ravachol, Meunier

#### Premiers attentats

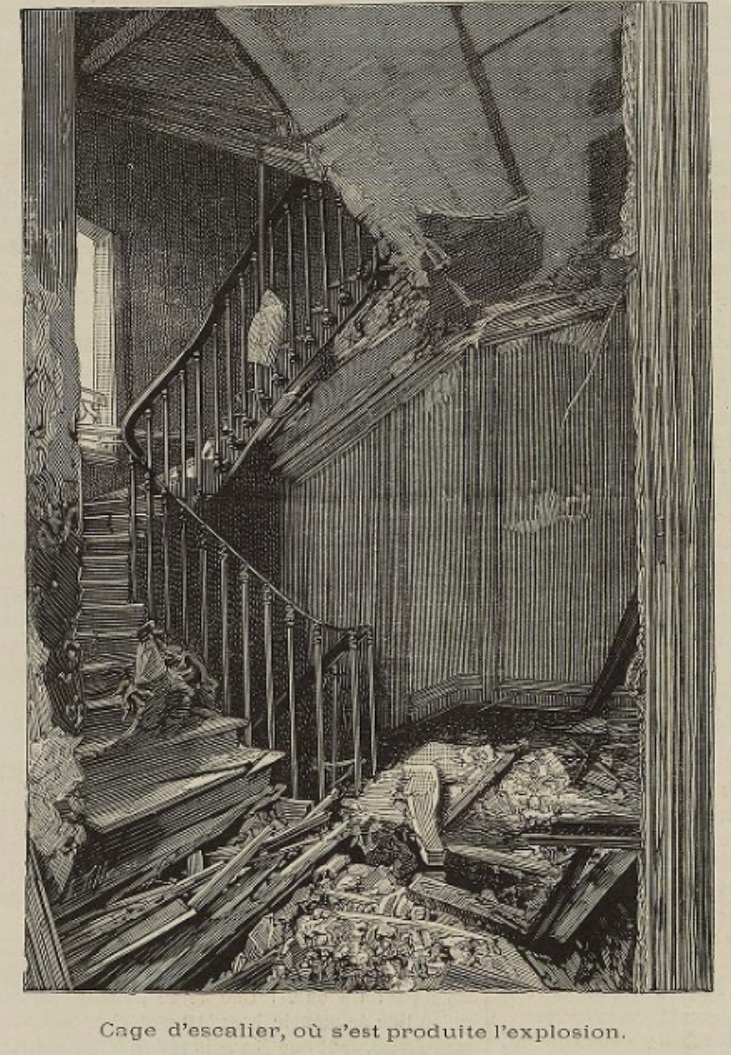
Représentation de l'attentat du Boulevard Saint-Germain dans L'Illustration (19 mars 1892)

Le 29 février 1892, un attentat frappe une résidence de la bourgeoisie dans la rue saint Dominique, sans causer de victimes ou de réels dommages.
Surtout, en réaction à l'affaire de Clichy, un petit groupe d'anarchistes, composé de François Ravachol, Rosalie Soubère, Joseph Jas-Béala ou encore Charles Simon se décide à agir et assassiner le juge responsable de la persécution judiciaire des accusés, Edmond Benoît. Dans la nuit du 14 au 15 février 1892, ils parviennent à s'emparer de trente kilogrammes de dynamite en volant la carrière de Soisy-sur-Seine, leur donnant la possibilité d'utiliser cet arsenal important dans la préparation d'attentats.
Dans les jours suivants, Ravachol et Simon créent la bombe, puis le groupe de quatre personnes prend le tramway pour procéder à l'attentat du Boulevard Saint-Germain, le 11 mars 1892. Soubère s'installe entre Simon et Béala et transporte la bombe, qu'elle dissimule sous ses jupons,. Elle la confie ensuite à Ravachol, qui, armé de deux pistolets chargés, entre dans l'édifice, la pose au deuxième étage, le centre du bâtiment - car il ignore où demeure exactement Benoît. Il allume la mèche de la bombe et s'enfuit ; tout cela tandis que Soubère et Béala font le guet à l'extérieur. La militante reste ensuite sur place, pour surveiller la suite de l'explosion, alors que ses compagnons quittent les lieux. On dénombre un blessé et aucun mort.

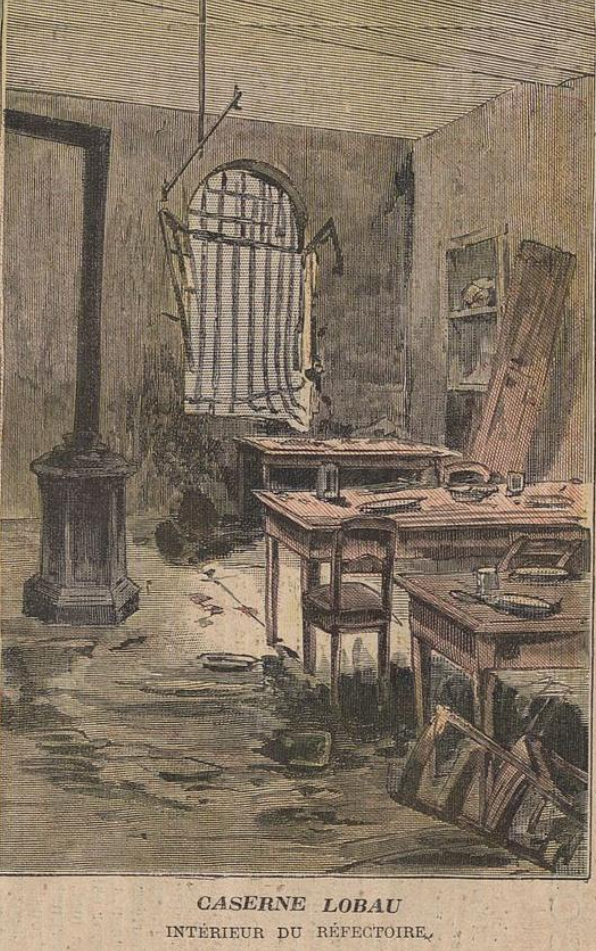
Représentation du résultat de l'attentat de la caserne Lobau dans Le Petit Journal (16 avril 1892)

Bien que ces deux premiers attentats soient des échec stratégiques, ils inaugurent symboliquement cette période et propulsent la France dans cette nouvelle situation,. De plus, l'attentat du boulevard Saint-Germain - à l'instar de la plupart des attentats ultérieurs de l'Ère des attentats et de nombreux actes du terrorisme moderne - marque une évolution dans les modalités d'action terroristes. Désormais, le terrorisme ne se contente plus de cibler des personnes pour leur symbolique, mais s'attaque également à des lieux pour leur valeur symbolique. Les espaces deviennent ainsi des cibles à part entière.
Quatre jours après l'attentat du Boulevard Saint-Germain, le 15 mars 1892, un militant anarchiste du groupe des Pieds plats, Théodule Meunier, poursuit la série en commettant l'attentat de la caserne Lobau, où il vise un lieu emblématique de la répression de la Commune de Paris,, et de l'État. Il se rend devant la caserne, rue de Rivoli, place une bombe devant l'édifice, qui contient alors 800 gardes républicains. La bombe explose, « balaie » la grille, une partie du mur d'enceinte de la caserne et brise les vitraux de l'église Saint-Gervais attenante. Cependant, elle ne cause aucun mort et ne blesse personne,. Meunier parvient à s'enfuir.
Insatisfait du résultat de son premier attentat, Ravachol se décide à retenter une nouvelle attaque, cette fois-ci visant le procureur lors de l'affaire de Clichy, Léon Bulot. Après avoir préparé la bombe, il se rend seul au domicile de sa cible, le 27 mars 1892, pose sa bombe et s'enfuit en attendant qu'elle n'explose. L'attentat de Clichy ne tue personne mais provoque des dégâts matériels importants.

#### Arrestation, Véry, procès de Ravachol

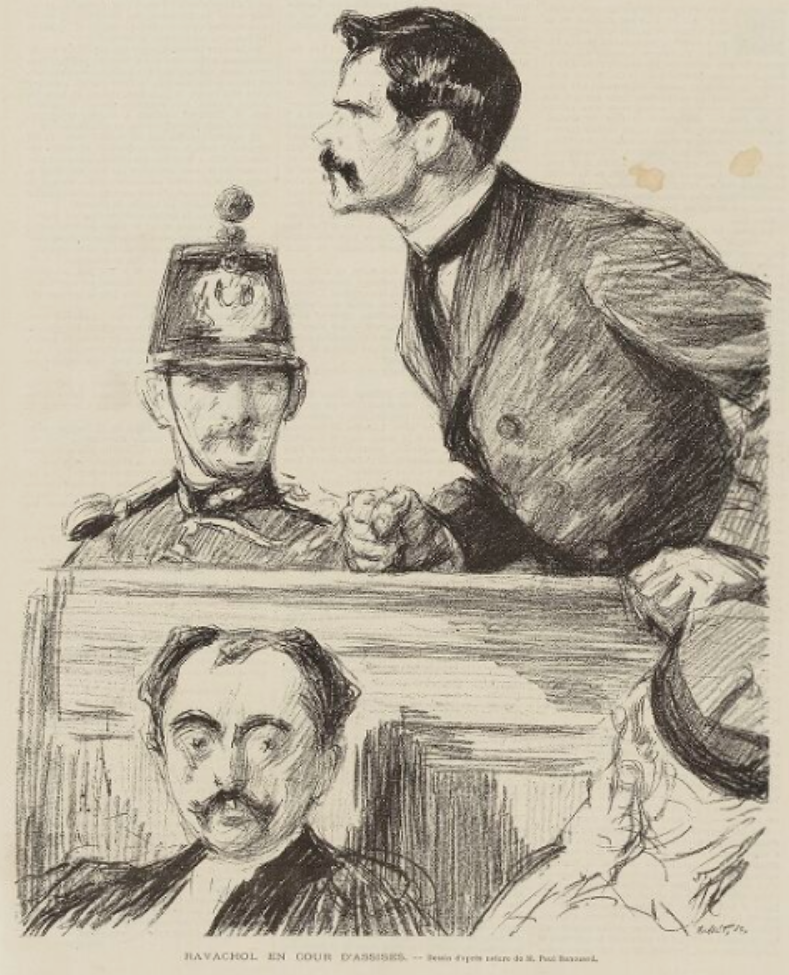
Ravachol assurant sa défense lors de son procès, L'Illustration (30 avril 1892)

Il est arrêté trois jours plus tard dans le restaurant Le Véry, dénoncé à la police par le propriétaire homonyme et un employé, Lhérot. Cette dénonciation déplaît très largement aux anarchistes, qui considèrent le propriétaire, Véry, et l'employé, comme des traîtres de la pire espèce,. Meunier, qui est encore en fuite, s'associe alors avec plusieurs compagnons du groupe des Pieds plats, comme Jean-Pierre François et Fernand Bricout et décide d'assassiner Véry en guise de rétribution contre sa dénonciation de Ravachol. Après être entrés dans les lieux, ils y posent la bombe. L'attentat du Véry est le premier attentat meurtrier de l'Ère des attentats, il tue deux personnes et en blesse au moins une.
Ravachol et ses complices sont mis en procès par l'État français. L'anarchiste revendique l'entièreté de ses attentats, dans une volonté de sauver ses compagnons. Les autorités françaises sont très inconfortables avec ce procès, qui doit allier l'apparence d'un procès libre au fait d'empêcher à Ravachol de s'en servir pour attirer l'attention sur l'anarchisme. La presse royaliste s'empare de l'affaire pour se moquer des républicains en notant que ceux-ci, qui avaient soutenu la révolution et l'insurrection, étaient désormais dépassés sur leur gauche par les anarchistes. L'accès est réservé et le jury choisi avec parcimonie afin d'assurer que le procès se déroule de la meilleure manière pour le pouvoir. Par son caractère éminemment politique, il annonce déjà l'affaire Dreyfus.

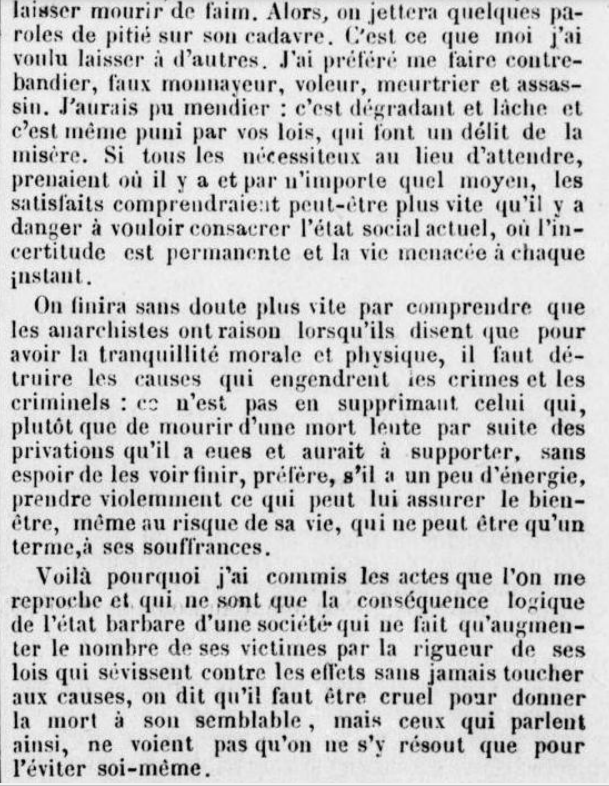
Discours interdit de Ravachol, Le Révolté (1er juillet 1892)

Malgré ces mesures, l'État est dépassé par la défense de Ravachol, assurée par Louis Lagasse - celui-ci parvient à médiatiser largement l'anarchisme et à renverser la logique habituelle des procès terroristes, qui voudrait que le terroriste soit déshumanisé et la restauration de l'ordre jouée au travers du procès - un des éléments qui montre cela est la rumeur selon laquelle Pierre Martinet, un théoricien de l'anarchisme individualiste emprisonné à cette période, serait invité par Ravachol à participer au procès pour exprimer le mobile de ces actes. Il est condamné avec Simon mais avec circonstances atténuantes, tandis que Soubère et Jas-Béala sont acquittés - alors qu'il doit être envoyé au bagne, Ravachol est mis de nouveau en procès, cette fois pour des crimes de droit commun. Lors de ce deuxième procès, il cherche à prononcer un discours en faveur de l'anarchisme, conservé sous le titre de Discours interdit de Ravachol, mais le juge lui refuse le droit de le faire, et il est finalement condamné à mort. Il déclare après sa condamnation :

« Puissent mes victimes innocentes me comprendre et me pardonner. [...] Vive l'anarchie ! »

#### Exécution de Ravachol et radicalisation des anarchistes
La condamnation à mort de l'anarchiste provoque un important mouvement de protestation chez les anarchistes, qui la considèrent comme illégitime et appellent à le venger. Louise Michel, par exemple, s'engage dans la rédaction de Aujoud'hui ou demain, un texte où elle appelle les anarchistes à libérer Ravachol par la force et le venger. Le 11 juillet 1892 à Montbrison, Ravachol est guillotiné - ce qui propulse la société française dans de nouvelles perspectives.
La presse anarchiste reprend la figure de Ravachol comme celle d'un martyr, des chansons sont composées en son honneur, il est comparé à Jésus-Christ, un innocent ayant lutté pour l'humanité et étant tué pour cela. Sa figure et son exécution influencent aussi bien les anarchistes, qui appellent à se venger et se radicalisent en réponse, que la société française plus générale, qui l'utilise comme figure d'un justicier voleur voire comme héros littéraire - il est ainsi l'une des inspirations du personnage de Fantômas.

### Novembre 1892: Henry et l'attentat de Carmaux-Bons Enfants

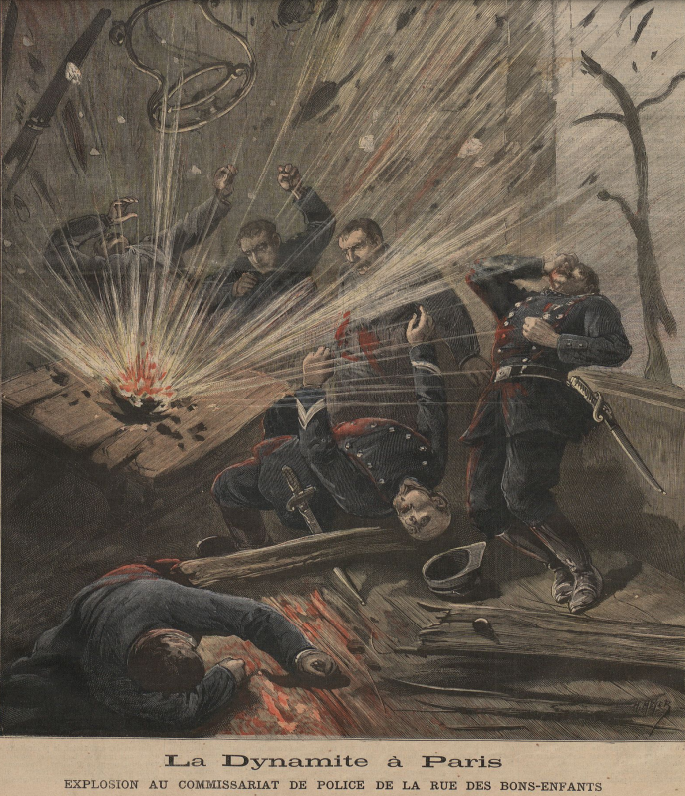
Représentation de l'attentat de Carmaux-Bons-Enfants dans Le Petit Journal illustré (19 novembre 1892)

Parallèlement à ces évolutions, Émile Henry, un jeune anarchiste, se radicalise à la suite de l'exécution de Ravachol alors qu'il est au départ plutôt opposé à la propagande par le fait.
En août 1892, la grève de Carmaux débute. Cette grève se déclenche en réponse au licenciement brutal de Jean-Baptiste Calvignac, socialiste et syndicaliste travaillant à la mine de Carmaux, après son élection comme maire de Carmaux. Ce qui commence comme un mouvement local limité se propage rapidement et attire l’attention nationale, notamment celle de socialistes importants comme Jean Jaurès,,. Ceux-ci convainquent les ouvriers de négocier et d'accepter de retourner au travail, dans un premier temps. Henry suit la grève avec attention et considère que l'action des socialistes et de Jaurès est une trahison ne servant qu'à arranger la bourgeoisie. Le fait que les ouvriers reprennent le travail plus pauvres qu'en le quittant le conforte dans l'opinion qu'ils auraient du s'attaquer aux moyens de production directement, les détruire et ensuite la bourgeoisie aurait accepté de négocier.
Il commence à fabriquer des explosifs pour viser le siège de la Compagnie minière de Carmaux, dont il trouve l'adresse dans l'annuaire. Pour cet attentat, il est probablement aidé par son frère et la militante anarchiste Adrienne Chailliey. Après avoir confectionné la bombe, il profite d'un instant où son employeur l'envoie faire des courses dans Paris pour la poser au siège. Celle-ci est repérée par la concierge, qui soupçonne un paquet suspect et appelle la police,. Les policiers viennent s'en saisir et, accompagnés d'un employé de l'entreprise, retournent au commissariat de la rue des Bons-Enfants,. Là, la bombe explose lorsque les policiers ouvrent le paquet, tuant quatre policiers et l'employé,. L'attentat de Carmaux-Bons Enfants est l'attaque la plus meurtrière de l'Ère des attentats en France.
Cet attentat provoque la stupéfaction à la fois chez la police et les anarchistes. La police est prise de court car elle se préparait à des troubles et des attaques à Carmaux même, ne se doutant pas que l'attaque toucherait plutôt le siège parisien de l'entreprise. Les anarchistes sont surpris de l'attaque, Kropotkine, Malatesta et Malato, qui sont à Londres, ignorent tout de l'identité de l'attaquant ou du plan - qui semble ignoré par la plupart des cercles anarchistes. Pendant ce temps, Henry se fait porter malade auprès de son employeur, lui écrivant qu'il doit passer quelques jours à Brévannes. En réalité, il quitte le pays rapidement, en passant au Royaume-Uni. La presse anarchiste s'empare quant à elle de l'événement pour le soutenir, le Père Peinard notant même que l'employé se trouve dans les victimes car les policiers ne voulaient pas déplacer le colis eux mêmes, jugeant cet acte « indigne ».

### Novembre 1892-Novembre 1893: une année de flottement
La période allant de novembre 1892 à novembre 1893 se passe sans attentats notables. Henry n'est pas encore suspecté pour l'attaque, il est réfugié au Royaume-Uni puis en Belgique, deux bases d'opérations d'où il lance des cambriolages en France en s'associant à d'autres anarchistes illégalistes, comme les Intransigeants ou Léon Ortiz,. Il revient quelques fois à Paris et passe plutôt inaperçu pendant cette année, étant capable d'y résider jusqu'à un mois d'affilée sans être arrêté. Henry est toutefois soupçonné de manière croissante.

### Novembre-Décembre 1893: influence espagnole et reprise des attentats

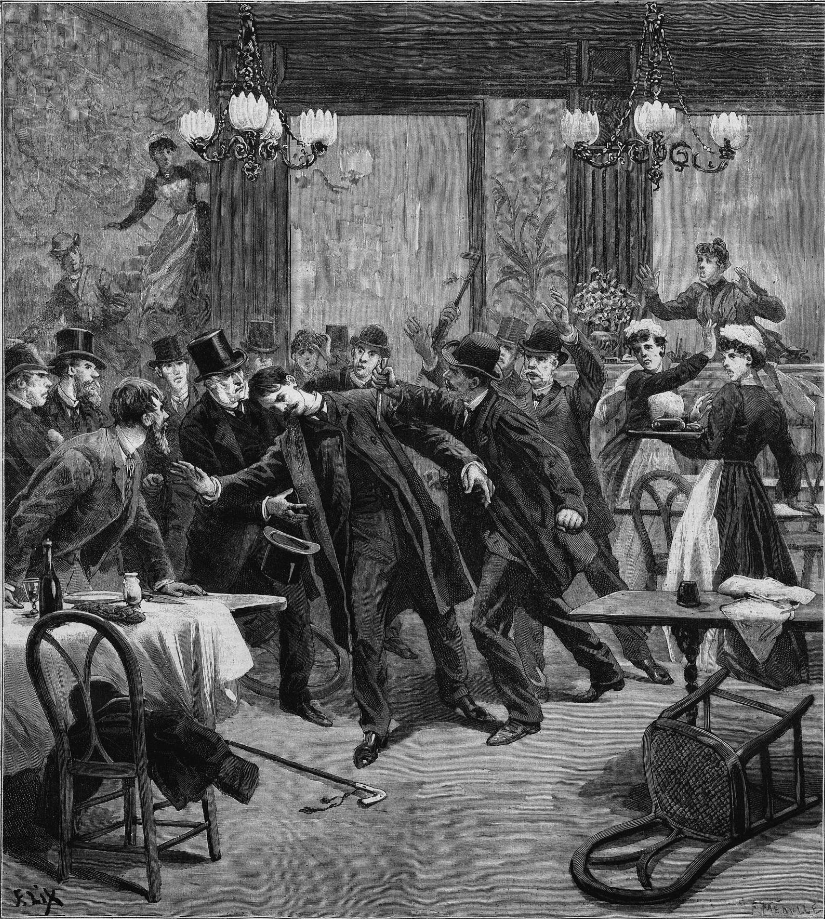
Représentation de l'attentat du 13 novembre 1893 dans Le Petit journal : supplément du dimanche (2 décembre 1894)

Parallèlement à la situation en France, d'autres pays voient des perspectives similaires naître à la même période. Ainsi, en Espagne, les tensions sont telles que la campagne anarchiste de 1893-1897 débute par la tentative d'assassinat d'Arsenio Martínez Campos menée par le militant anarchiste Paulí Pallàs, qui se venge de la pendaison de quatre anarchistes à Jerez quelques années plus tôt. Arrêté et exécuté, un autre militant anarchiste, Santiago Salvador, entreprend l'attentat du Liceu pour le venger, le 7 novembre 1893,.
L'attentat du Liceu est le premier attentat du terrorisme moderne - il s'agit du premier attentat de masse, c'est-à-dire que la cible est désormais une masse indéfinie. Si le Liceu répond à sa logique propre et à la situation en Espagne et en Catalogne, l'Ère des attentats en est influencée - six jours après le Liceu, Léon Léauthier, un jeune anarchiste dans la misère, se rend dans un restaurant parisien, attend qu'un bourgeois se lève et le poignarde - visant toute la bourgeoisie à travers cet inconnu,. L'attentat du 13 novembre 1893 s'inscrit ainsi dans la même dynamique en cours de délimitation, celle de la naissance du terrorisme moderne et de masse.
Dans le même temps, Auguste Vaillant, un homme pauvre qui doit subvenir aux besoins de sa famille, devient progressivement anarchiste. Aidé par Marguerite Wapler, l'épouse de Paul Reclus et un compagnon illégaliste, qui lui donnent 120 francs, Vaillant veut se venger de sa misère et l'exécution de Ravachol en visant la Chambre des députés,. Très méthodique, Vaillant rassemble les explosifs en les achetant en petites quantités chez des vendeurs différents, ; il effectue plusieurs reconnaissances de l'Assemblée, et se décide à agir le 9 décembre 1893, en préparant sa bombe, destinée à blesser plus que tuer. Il l'emmène ce jour là, se place dans les tribunes et effectue l'attentat de l'Assemblée nationale, qui ne cause pas de morts et un certain nombre de blessés légers, dont Vaillant lui-même.

### Décembre 1893 - Février 1894:Lois scélérateset répression

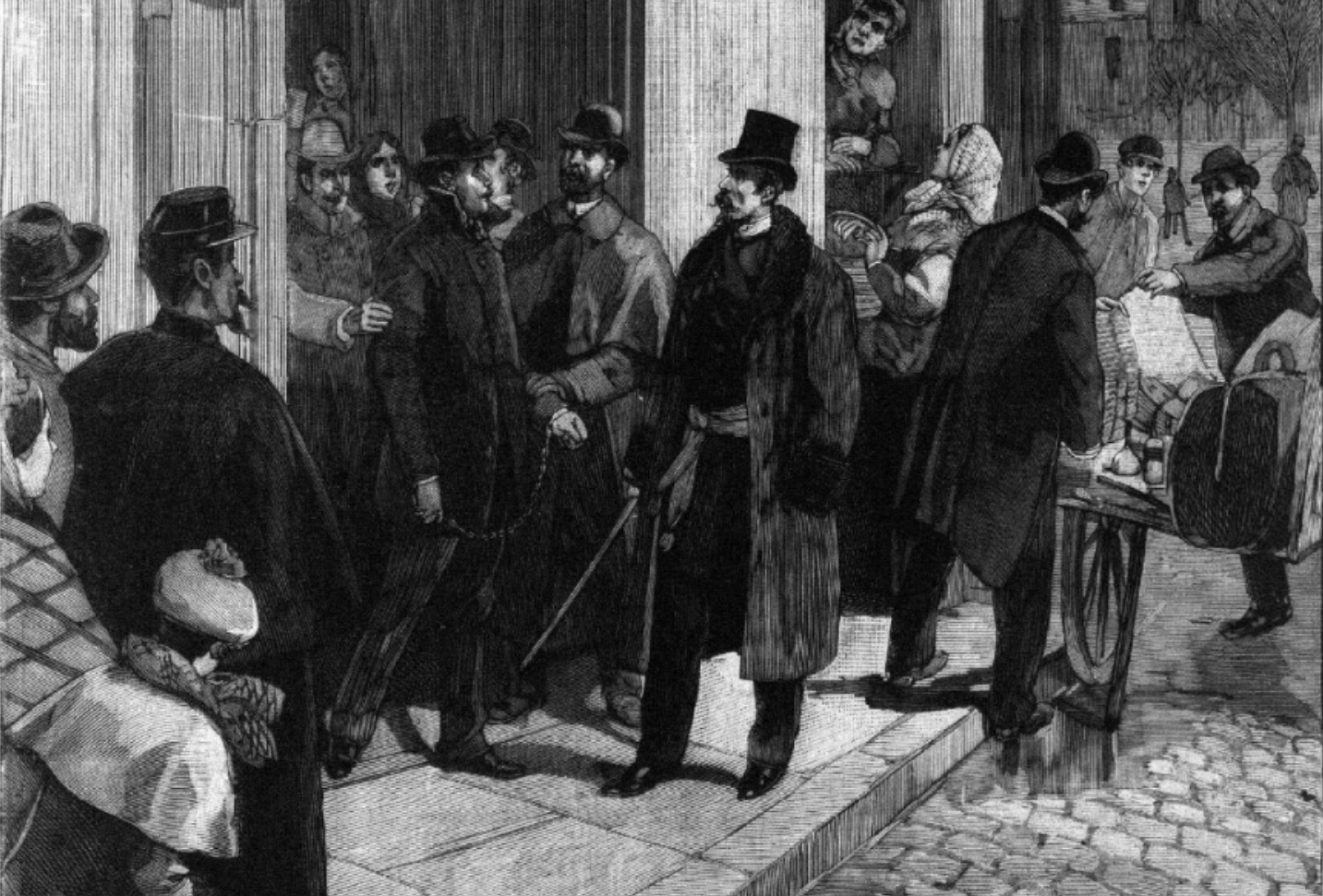
Arrestation d'un anarchiste dans Le Petit Parisien : supplément illustré (4 avril 1894)

Vaillant est rapidement arrêté et cette dernière attaque sert de prétexte aux autorités politiques françaises pour faire voter les deux premières lois scélérates, une série de deux lois - rejointes par une troisième à la fin de l'été 1894, qui visent le mouvement anarchiste. Elles réduisent la liberté d'expression, la présomption d'innocence, rendent les perquisitions plus faciles à effectuer, la surveillance plus générale, les arrestations « préventives » plus courantes. Les autorités et la presse française en particulier partagent l'idée que les anarchistes seraient membres d'une vaste conspiration internationale - ce qui leur permet de légitimer la répression,.
Armé de ces nouveaux pouvoirs importants, le ministre de l'Intérieur, David Raynal, souhaite en finir avec les anarchistes. Il fait établir des listes comportant les noms de tous les militants ou sympathisants anarchistes et prépare la police à intervenir dans une vaste opération destinée à mettre en évidence d'importantes caches d'armes et d'explosifs, arrêter le nombre le plus important d'anarchistes possible et mettre fin aux attentats de la sorte. L'opération, prévue pour débuter dans la nuit du 31 décembre au 1er janvier 1894, afin de surprendre les anarchistes, est organisée dans le plus grand secret. Dans certains cas, les autorités peuvent dissimuler des fausses preuves dans le domicile des anarchistes qu'ils veulent arrêter, et se préparer à les arrêter lors de la perquisition à venir.
Dès six heures du matin, la police commence à perquisitionner des anarchistes sur tout le territoire français ; des centaines de militants sont visés, à Paris uniquement, le premier jour voit entre 50 et 60 perquisitions, sur tout le territoire, 552 perquisitions sont menées la première journée,,. Certains anarchistes voient leurs maisons encerclées par l'armée, qui met la baïonnette au canon.

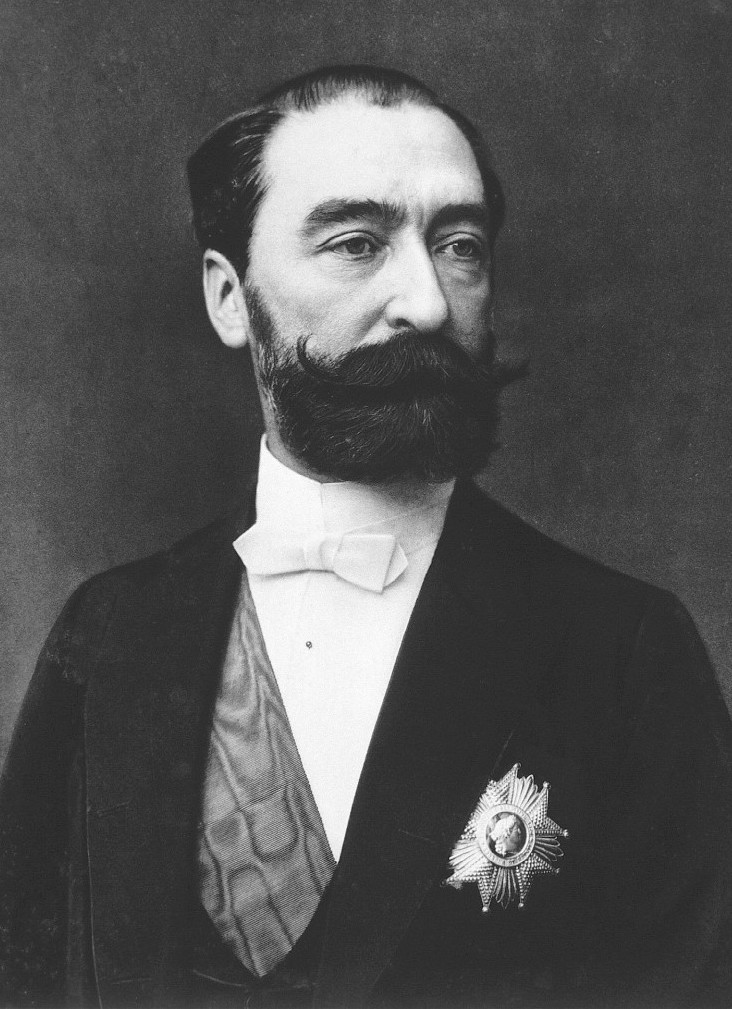
Portrait officiel de Sadi Carnot (1887)

Malgré les nombreuses arrestations effectuées lors de ces premières perquisitions, l'immense majorité des personnes arrêtées est libérée, fautes de preuves,,. Au lieu de trouver d'importantes caches, la police ne met la main que sur quelques armes de poing, ci et là, et un obus,,. De plus, la répression vise les anarchistes les moins radicaux et donc les plus connus des autorités ; elle donne aussi le nom des personnes surveillées par la police aux anarchistes. Il s'agit alors de l'action la plus répressive de la République française depuis la Commune de Paris (1871).
Le procès de Vaillant est expédié par la justice française, qui ne lui laisse aucun recours et accélère la procédure afin de le condamner à mort. Son avocat reçoit la lettre l'informant qu'il doit le représenter seulement une semaine avant le procès, le 5 janvier 1894, se désiste et Fernand Labori le remplace, ancien avocat de Clément Duval, le fondateur de l'illégalisme et futur avocat d'Émile Zola pour l'affaire Dreyfus. Alors qu'il soutient n'avoir pas voulu tuer et n'avoir fait que blesser, il est la première personne n'ayant pas tué à être condamné à mort en France au XIXe siècle,. Le sort de sa famille très pauvre et sa fille, Sidonie Vaillant, émeut une partie de la population parisienne, qui demande que son père soit gracié,. Georges Clemenceau et un groupe de députés socialistes interviennent pour demander la grâce présidentielle à Sadi Carnot, sans succès de nouveau. Alors que David Raynal déclare que la « terreur est désormais dans le camp des anarchistes », un militant socialiste du nom de Jules-Louis Breton, écrit une déclaration prémonitoire - qui lui vaut par la suite deux ans de prison ferme, au sujet de Carnot, : 

« Notre infâme société met dans la main d’un homme la vie d’un autre homme. Elle permet à Carnot d’être assassin ou homme. Quel rôle préférera-t-il ? Nous ne savons ; mais s’il se prononce froidement pour la mort, il n’y aura plus en France un seul homme pour le plaindre, s’il lui arrive un jour le petit désagrément de voir sa carcasse de bois disloquée par une bombe. »

### Février-Juin 1894: reprise des attentats, terrorisme indiscriminé et assassinat de Carnot

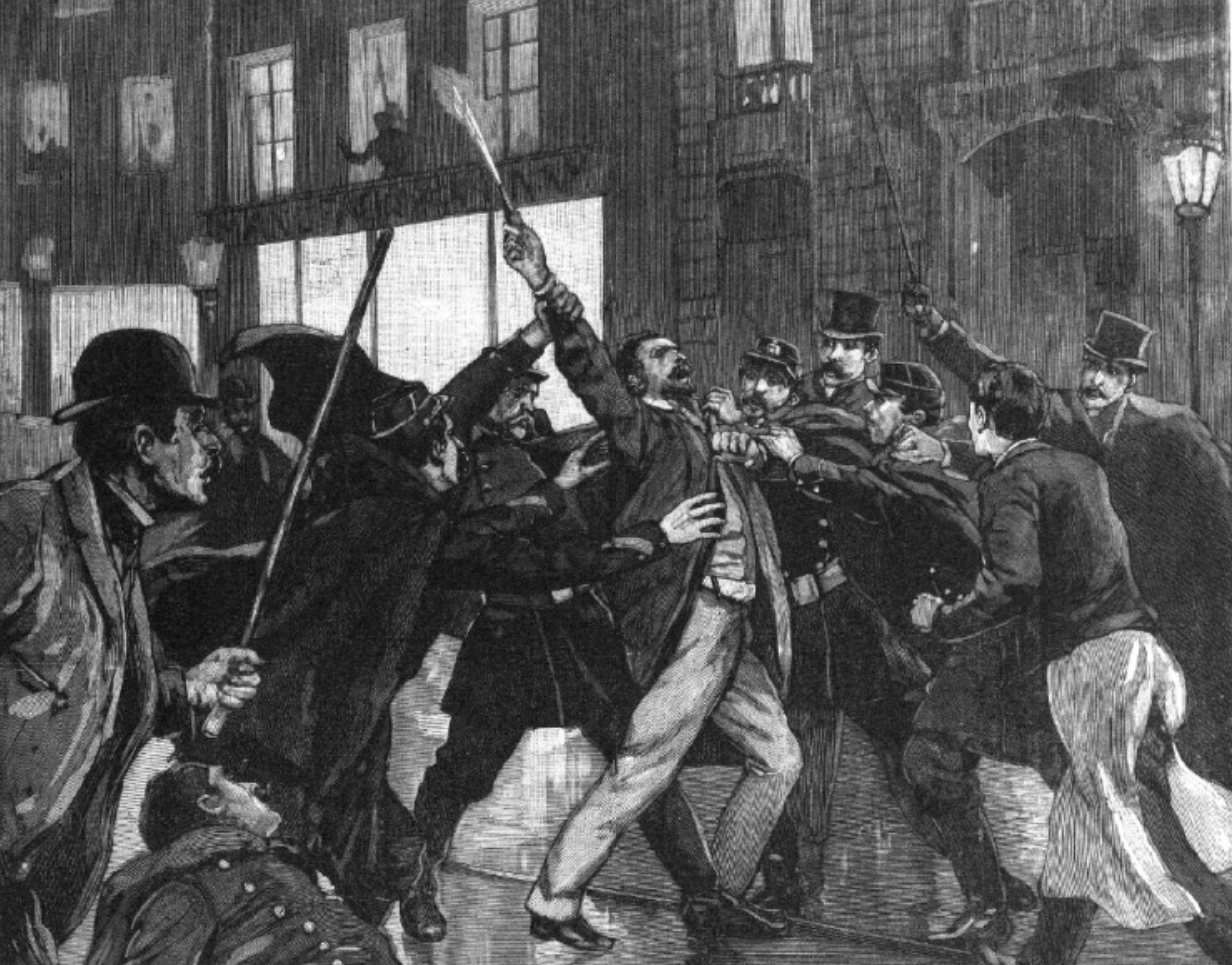
Représentation de l'arrestation de Henry dans Le Petit Parisien: supplément illustré (25 février 1894)

En réaction à la répression de janvier et février 1894 et l'exécution de Vaillant (6 février 1894), Émile Henry, de retour dans la capitale française, se décide à assassiner Carnot,. La présence policière autour de l'Élysée étant trop importante, il se rend plutôt dans un café, le café Terminus, où il observe un orchestre rom jouer de la musique, puis se lève, allume la mèche de sa bombe avec son cigare puis jette celle-ci vers l'orchestre, avant de s'enfuir. Il est rattrapé et arrêté peu après.
L'attentat du café Terminus et le procès de Henry sont cruciaux pour la naissance du terrorisme moderne. Comme ceux du Liceu et du 13 novembre, quelques mois plus tôt, Henry vise désormais la société entière à travers son acte - le public est pris pour cible,. Bien qu'il ne s'agisse pas du premier attentat de cette nature, Henry est le premier à défendre cette action, Léauthier n'ayant pas poussé sa défense jusqu'à assumer cette nouvelle forme de terrorisme - par peur de la condamnation à mort, et le procès de Salvador arrivant plus tard dans l'année, Henry est en réalité le premier à l'assumer publiquement. Il déclare pendant son procès s'être vengé de la répression que subissent les anarchistes, et, contrairement à Ravachol ou Vaillant, ne se présente pas comme un justicier mais plutôt comme un combattant à mort qui doit tuer ses ennemis ou mourir au combat. Il refuse toute légitimité au processus judiciaire, est condamné à mort, refuse de faire appel en déclarant ne pas accepter la justice des bourgeois, puis demande à être envoyé le plus rapidement possible à la guillotine.

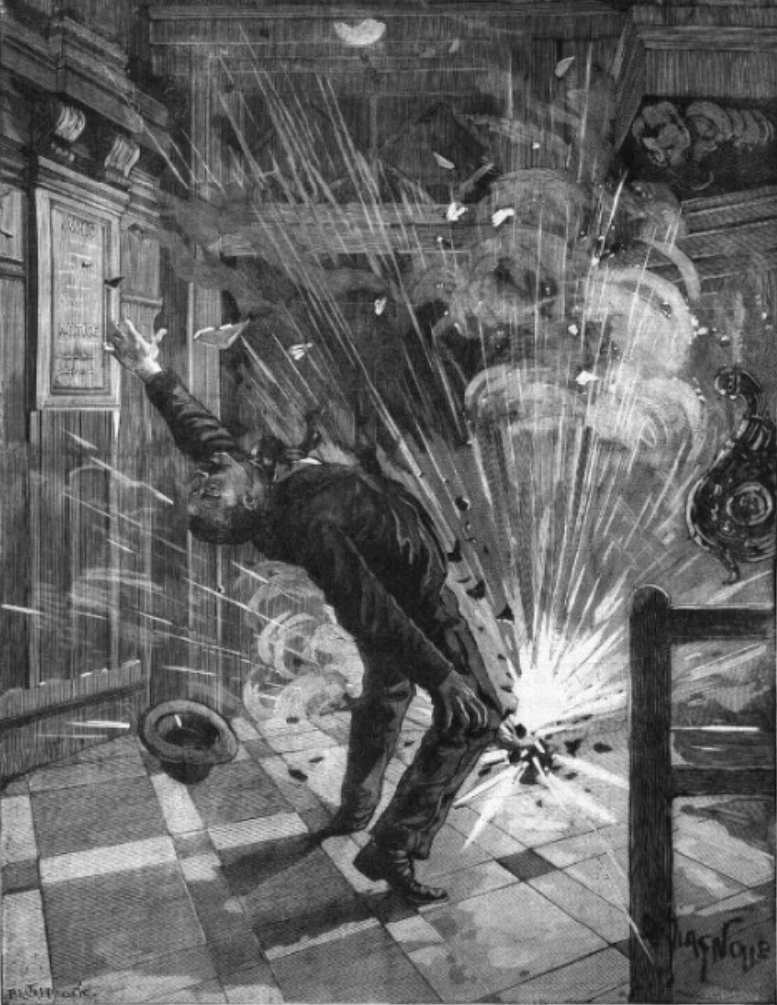
Représentation de l'attentat de la Madeleine dans Le Petit Parisien : supplément illustré (25 mars 1894)

L'attentat de Henry est reçu avec beaucoup de surprise par les anarchistes et la société française de manière générale. L'aspect complètement aveugle de l'attaque est particulièrement choquant. Dans les milieux anarchistes, un tel attentat aveugle est reçu avec beaucoup de distance. La plupart d'entre eux rejettent cette attaque qui ne vise pas une cible précise et loin de s'attaquer à des symboles du pouvoir ou de la bourgeoisie. Ainsi, l'attentat du Café Terminus, par sa violence et son caractère indiscriminé est l'un des événements annonçant la fin de l'Ère des attentats (1892-1894),. En réalité, après cet attentat, les attaques ralentissent jusqu'à s'arrêter - les anarchistes prenant progressivement conscience de la faiblesse de la stratégie terroriste ici, qui provoque une aggravation de la répression sans être soutenu nécessairement par la population, ce qui est très marqué avec l'attentat indiscriminé du Terminus.
Lorsque Henry est arrêté, l'un de ses proches, Désiré Pauwels, décide de se mettre à l'action. Dès le 12 février 1894 au soir, le même jour que l'attentat du Café Terminus, Pauwels prend une chambre à l'hôtel des Carmes en se faisant passer pour un voyageur en provenance de Barcelone, ce qu'il fait en parlant espagnol avec un employé. Il amène avec lui des bagages contenant sans doute les explosifs lui servant à confectionner les bombes. Huit jours plus tard il mine deux chambres d'hôtel, appelle les policiers ayant arrêté Ravachol à venir lui rendre visite - car il serait un pauvre homme au bord du suicide, puis attend que les bombes explosent,. Les attentats du 20 février 1894 ne tuent pas ses cibles mais une propriétaire.
Pauwels décide alors de commettre un nouvel attentat, cette fois-ci visant l'église de la Madeleine, lieu de rassemblement de la bourgeoisie parisienne. Il s'y rend avec une bombe, mais elle explose alors qu'il est en train d'entrer dans l'édifice. Gravement blessé par l'attentat de la Madeleine, il se suicide probablement d'une balle dans la tête pour éviter d'être arrêté par la police. La presse française se moque de lui sans prendre en compte son courage. L'attentat est indicatif d'un déplacement des enquêtes policières vers la police scientifique ; car il est tellement défiguré par l'explosion que la police scientifique naissante doit se saisir de l'affaire et l'identifier, ce qu'elle parvient à faire.

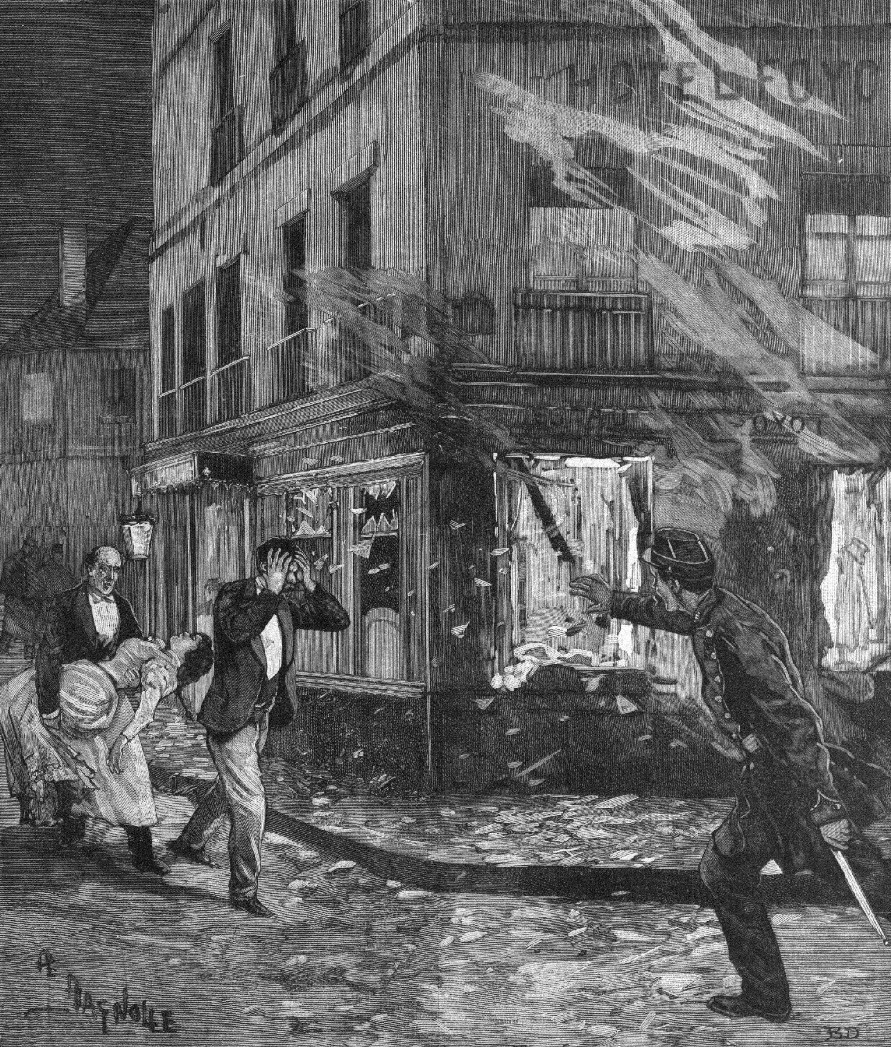
Représentation de l'attentat du Foyot dans Le Petit Parisien : supplément littéraire illustré (15 avril 1894)

Le 4 avril 1894, une bombe explose au restaurant Foyot, juste en face du Sénat français. Cette bombe, cachée dans un pot de fleurs déposé sur la fenêtre, blesse quatre anarchistes qui étaient attablés juste à côté, dont Laurent Tailhade et sa compagne Julia Miahle. La police accuse, sans réellement chercher, les anarchistes d'être responsables de l'attaque. Selon des recherches plus récentes, il semblerait que l'attentat soit plutôt du terrorisme d'État, étant à attribuer soit à la police française - qui aurait alors cherché à justifier le vote de la troisième loi scélérate en cours de rédaction, soit à l'Okhrana, la police secrète de l'Empire russe - ayant alors cherché à accroître les troubles en France.
Deux jours avant l'exécution de Henry, 19 mai 1894, un jeune militant anarchiste appelé Célestin Nat marche un certain temps sur le quai des Augustins à Marseille, cherchant une cible - il poignarde un bourgeois sous l'oreille gauche avec un tire-point avant de s'enfuir,. La victime est le dirigeant d'une entreprise d'huile d'olive, Louis Blanc et survit. Il est ensuite arrêté, on trouve sur lui un calepin où sont écrits la Chanson du Père Duchesne, que chante Ravachol en allant à la guillotine, les vers sur la tombe d'Auguste Vaillant et le manifeste d'Émile Henry.

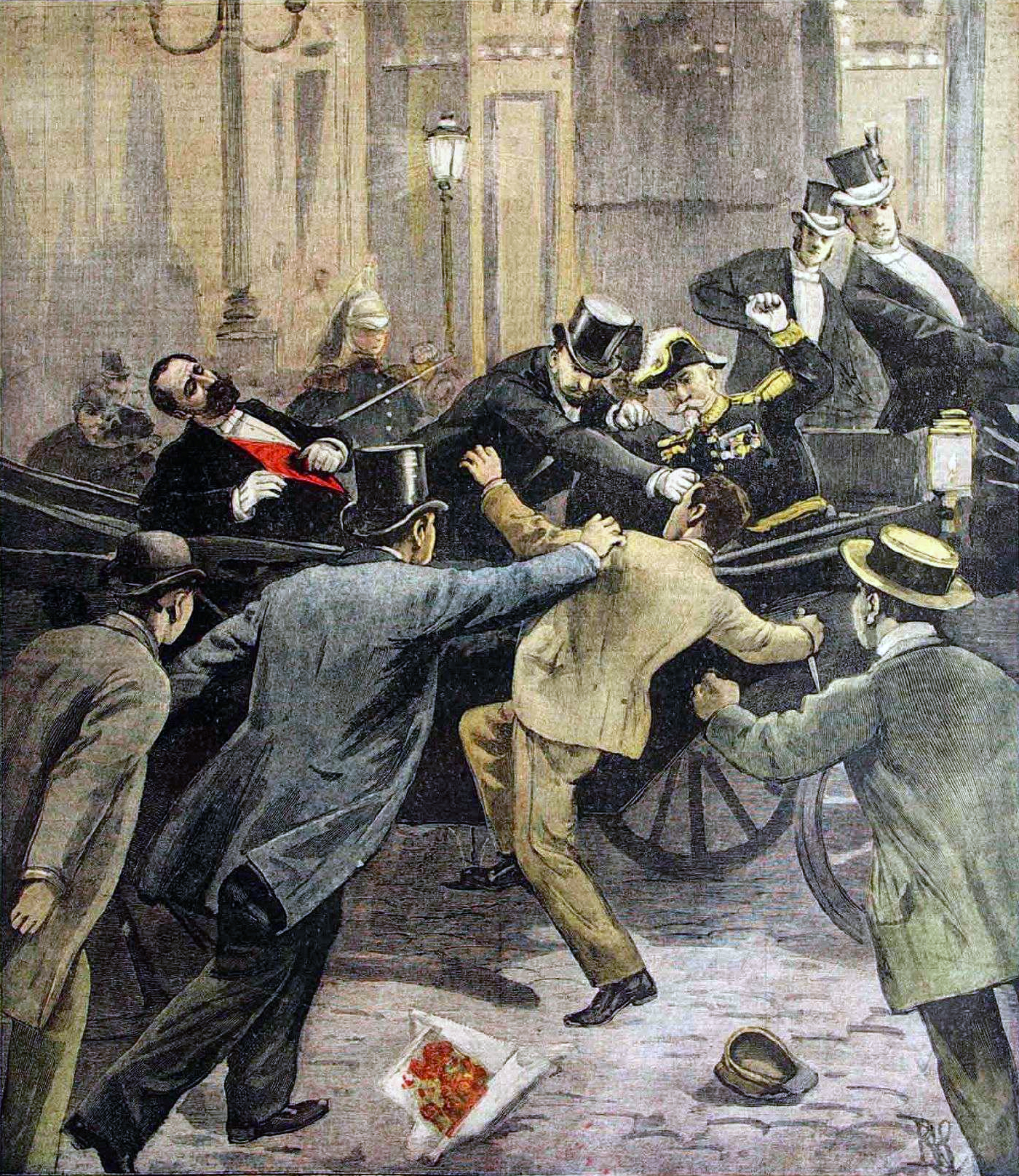
Représentation de l'assassinat de Sadi Carnot, Le Petit Journal (2 juillet 1894)

L'exécution de Henry, le 21 mai 1894, se déroule sous la garde de cinq cent policiers. Georges Clemenceau et Maurice Barrès y assistent, tous deux se plaignent du fait qu'il soit condamné et exécuté ; Clemenceau commence à mettre en question le cycle vicieux « répression - attentats » tandis que Barrès se plaint que Henry soit exécuté, c'est-à-dire ce qu'il demandait lui-même - ce qui signifie que Henry a obtenu ce qu'il désirait de la part des autorités,.
Le 25 juin 1894, en réponse à la répression de janvier et février 1894 ainsi que son refus de répondre aux requêtes de Sidonie Vaillant, Sante Caserio qui est un compagnon italien ne parlant pas un mot de français, arrive à Lyon avec le projet d'assassiner Sadi Carnot. Alors qu'il ne connaît pas la ville, il rencontre quelques compagnons et se trouve placé, sur le trajet de Carnot, à l'endroit précis où il serait possible de l'assassiner. Lorsque le président passe à sa hauteur, il se jette vers lui et le poignarde à mort - avant d'être battu violemment et arrêté. Il s'agit du dernier attentat de l'Ère des attentats et l'un des plus marquants - Sadi Carnot est le premier président français mort en exercice.

### Août-Octobre 1894: répression, massacre et mutations

#### Répression

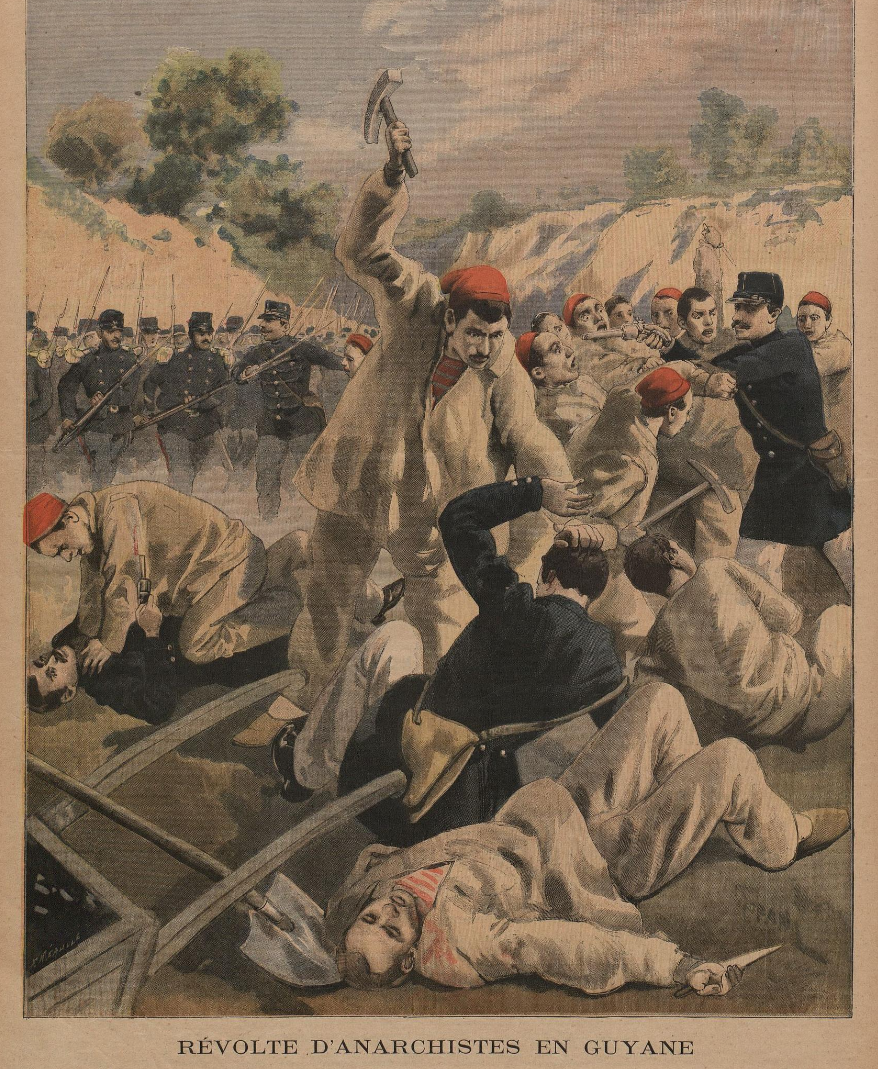
Représentation de la révolte de la Saint-Joseph dans Le Petit Journal (16 décembre 1894), une image s'appuyant sur le récit donné par les autorités françaises

La mort du président relance une importante répression visant les anarchistes. La troisième loi scélérate est votée, Caserio condamné à mort et le mois suivant, une trentaine d'anarchistes, allant de théoriciens à de simples sympathisants, sont arrêtés et mis en procès. Le procès des Trente, qui vise le mouvement anarchiste, est le premier instant où, contrairement aux précédents épisodes de répression, l'État français est dépassé par les jurés du procès, qui décident d'acquitter la presque totalité des accusés et d'ainsi sortir de ce rapport conflictuel avec les anarchistes,. Après 1894, la justice française refusera de créer de nouveaux martyrs anarchistes et commuera leurs peines à la prison à vie ou à la déportation au bagne systématiquement.
Par ailleurs, la présence d'anarchistes au bagne déplaît fortement à l'administration coloniale et concentrationnaire, qui considère que les juges en métropole sont trop laxistes avec ceux-ci et qu'il faut « éradiquer cette chienlit ». Les autorités prévoient alors de provoquer un moyen de tuer les anarchistes incarcérés et envoient un bagnard nommé Plista auprès d'eux. Celui-ci, qui n'est pas un révolutionnaire, leur présente un projet d'évasion qu'un certain nombre d'entre eux rejoint dans un premier temps. L'administration coloniale est au courant du projet et prend des préparatifs pour l'empêcher et ainsi légitimer l'assassinat de ceux qui tenteraient de s'évader. Cependant, les anarchistes en question se rendent compte du piège tendu et se retirent du projet d'évasion avant que celui-ci ne doive débuter. Deux gardiens, Mosca et Crétallaz, qui attendent la révolte toute la journée et ont préparé des troupes pour intervenir, ne voyant rien changer, se rendent auprès des cases, entrent dans la première qu'ils trouvent et tirent sur deux forçats. Au lieu de laisser faire, une quinzaine d'anarchistes, dont Léauthier et Charles Simon (Biscuit) décident de résister et attaquent les gardiens ; ce qui provoque une rixe importante et le début d'une révolte - les deux gardiens sont tués, malgré le fait qu'ils sont les seuls à avoir des armes à feu. L'armée, déjà prête à intervenir, se jette dans la colonie et rattrape les fuyards le lendemain en faisant une battue, ils sont tous sommairement exécutés.
Cet événement marque la fin de l'Ère des attentats.

#### Mutations
De manière générale, cette période provoque d'importantes mutations chez les anarchistes en France : plus la période avance, plus de nouvelles formes d'organisation et de lutte sont recherchées par les anarchistes pour poursuivre leur combat sous d'autres perspectives. De nombreux anarchistes français en exil à Londres pendant cette période sont impressionnés par la force du mouvement ouvrier au Royaume-Uni et, en rentrant en France, participent à y développer l'anarcho-syndicalisme, qui remplace peu à peu l'utilisation exclusive de la propagande par le fait, du moins en France,.
En repensant à ces mutations et en critiquant cette idée d'une évolution « naturelle » vers l'anarcho-syndicalisme qui se situerait à la fin de l'Ère des attentats, Eisenzweig considère qu'un de ses points notables est l'utilisation par les terroristes concernés, de la propagande par le fait - alors même que cette méthode est critiquée et complètement revue dès 1885, soit bien avant son début ; il soutient que le passage à l'action d'un certain nombre de protagonistes de cette période répond donc à d'autres raisons socio-culturelles que la réelle attention à la théorie anarchiste.

## Postérité

### Influences

#### Opinion publique et littérature
Cette période à part dans l'histoire de France est celle où l'intérêt et la fascination pour l'anarchisme sont le plus importantes au sein de la société française. De nombreux auteurs et artistes, comme Jean Ajalbert, Francis Vielé-Griffin, Maurice Beaubourg, Paul Claudel, Bernard Lazare, Camille Mauclair, Stuart Merrill, Lucien Muhlfeld, Adolphe Retté, Saint-Pol-Roux, Octave Mirbeau ou encore Stéphane Mallarmé s'intéressent à l'anarchisme de manière importante pendant cette période. Selon Eisenzweig, il s'agit d'une convergence entre la crise du langage qui caractérise la littérature moderne, et la crise du langage qui sous-tend les attentats de la période.
Il remarque d'ailleurs que ce qui intéresse la plupart de ces auteurs, davantage que l'anarchisme en soit, est l'image de l'attentat - une sorte de palliatif au langage. À titre d'exemple, Mallarmé est bien influencé par cette période et la commente, mais ne parle jamais de l'anarchisme, tous ses textes concernant l'image de la bombe ou de l'attentat, sans aucune référence à l'anarchisme. Il écrit à ce propos : 

« [... S]'agissant d'une bombe terroriste - en 1892-1894 : « anarchiste » - cette signification réside précisément et exclusivement dans l'opacité elle-même. [... L]a spécificité première de ce type nouveau de violence est que l'acte y est essentiellement dépourvu de signification. [...] Ce n'est qu'ainsi que cet acte peut « fonctionner », pour ainsi dire, qu'il peut faire de la propagande, en rendant nécessaire le surgissement d'un discours connexe. [... C]'est précisément là, dans le spectacle de cette nécessaire obscurité que je suggère de voir le principe explicatif de cette sympathie soudaine et a priori curieuse des doux poètes symbolistes pour les anarchistes, ou plutôt pour les anarchistes présumés que furent les poseurs de bombes de 1892, 1893 et 1894.
Fascination est d'ailleurs un terme qui convient bien mieux que sympathie. Fascination pour une parole qui ne serait que spectacle, performance, si elle arrivait à se vider de toute signification possible [...]. « Qu'importe la victime si le geste est beau ? » La boutade, apparemment de Laurent Tailhade réagissant, au cours d'un dîner, à la nouvelle de l'attentat de Vaillant à la Chambre des députés, me semble parfaitement révélatrice de ce qui, dans la violence nouvelle, captiva tous ceux qui, par ailleurs, étaient peu ou prou charmés par le discours mallarméen sur la littérature. L'anarchisme, si l'on veut, mais un anarchisme associé, non pas tant à la « liberté », à la « spontanéité » ou à la marginalité qu'à l'idée d'une action qui serait parole - au rêve (ou au cauchemar) d'un effacement de la distinction, fondatrice de la modernité, entre actes et paroles, entre langage et événement. C'est dire que cette fascination s'inscrit directement dans ce tournant majeur de la littérature moderne, dont tant la chronologie que le sens même se confondent avec ceux du symbolisme ascendant, que constitue la crise du roman de la fin du siècle dernier. »

#### Coopération policière internationale
Au niveau sécuritaire, la France adopte pendant cette période une doctrine de « défense du territoire », c'est-à-dire qu'elle ne coopère avec les autres puissances européennes que si cela sert ses intérêts et adopte ainsi une action assez unilatérale. Après les premiers attentats de la période, la France expulse par exemple un certain nombre d'anarchistes étrangers au dehors de son territoire, sans en avertir les pays voisins - ce qui entraîne les protestations des autorités politiques britanniques qui font pression sur le gouvernement français pour qu'un tel événement ne se reproduise pas. La France commence cependant, dès début 1894, à dresser des listes d'anarchistes étrangers sur son territoire et expulsés, qu'elle transfère à l'Italie ou l'Espagne.
Cette action répressive s'inscrit dans la période plus large de la propagande par le fait (1880-1914) et mène plus tard et pour des raisons liées mais pas nécessairement identiques, à la tenue de la Conférence internationale de Rome pour la défense sociale contre les anarchistes (1898), un ancêtre d'Interpol.

### Terrorisme
L'Ère des attentats est une période notable pour l'apparition du terrorisme moderne : d'une part, les lieux deviennent désormais des cibles, mais il s'agit aussi de la naissance du terrorisme indiscriminé,,. Cette stratégie, qui n'a pas nécessairement de suites au sein du terrorisme anarchiste, est reprise par la suite par d'autres groupes terroristes jusqu'au début du XXIe siècle.